# Littenheim
Littenheim est une commune française située dans la circonscription administrative du Bas-Rhin et, depuis le 1er janvier 2021, dans le territoire de la Collectivité européenne d'Alsace, en région Grand Est.
Cette commune se trouve dans la région historique et culturelle d'Alsace.

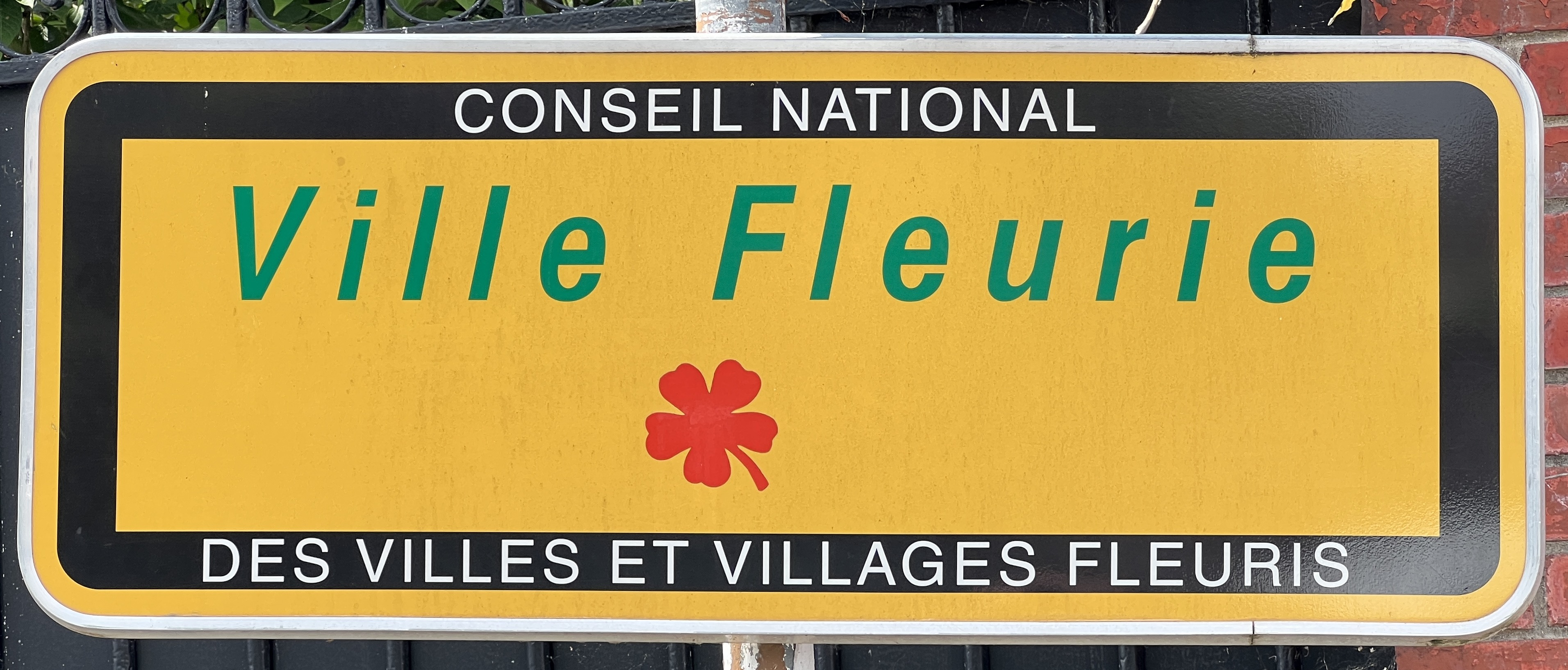
La récompense "Ville Fleurie", également connue sous le nom de "Villes et Villages fleuris, anciennement appelée concours, a été créée en 1959 en France pour promouvoir le fleurissement, l'environnement de vie et les espaces verts.

## Géographie
| Lupstein  |              | Ingenheim    |
|           | Littenheim   |              |
| Altenheim | Friedolsheim | Saessolsheim |

### Hydrographie
La commune est dans le bassin versant du Rhin au sein du bassin Rhin-Meuse. Elle est drainée par le ruisseau le Littenheim et le ruisseau le Morenthalgraben,.

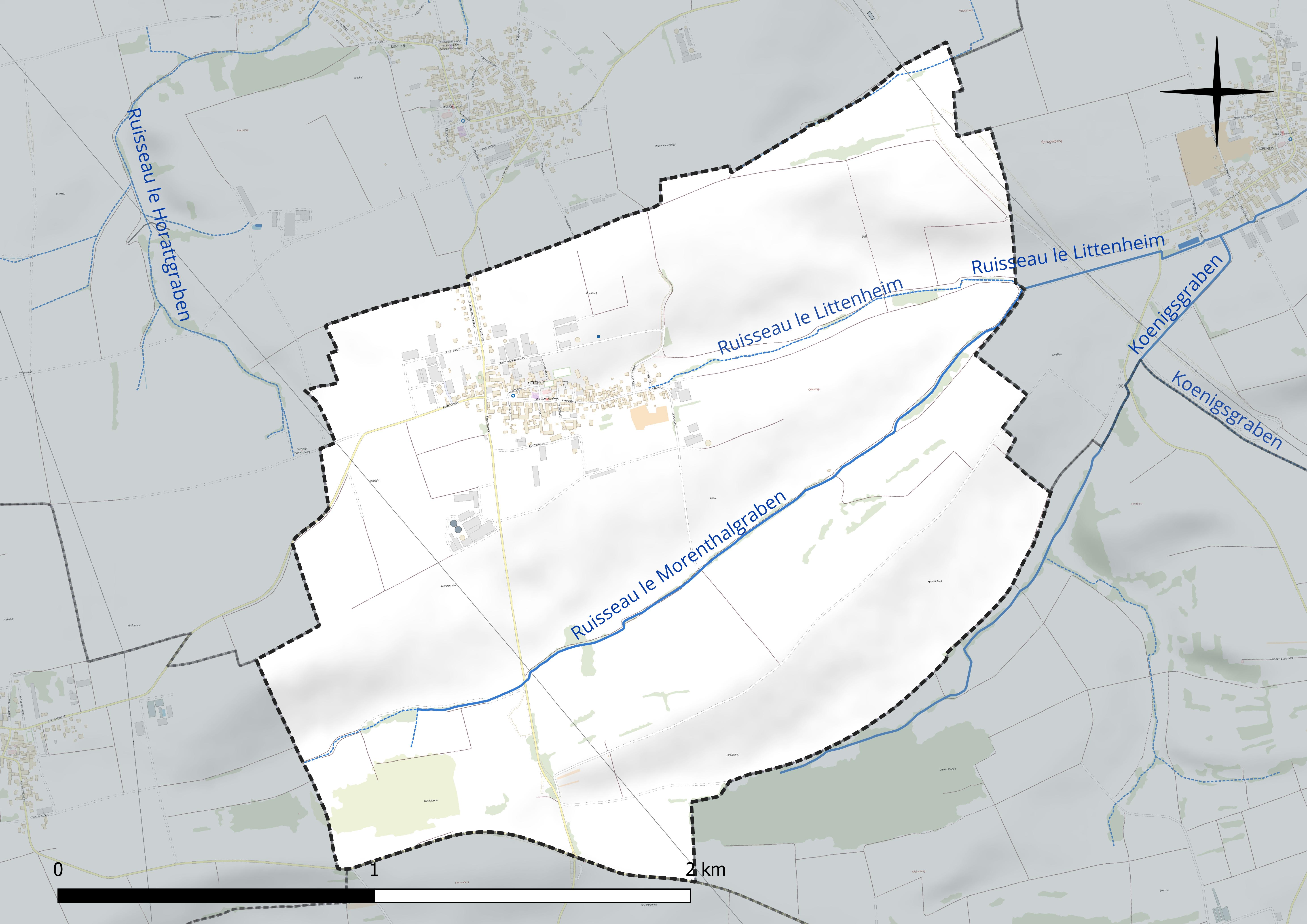
Réseau hydrographique de Littenheim.

### Climat
Pour des articles plus généraux, voir Climat du Grand Est et Climat du Bas-Rhin.
En 2010, le climat de la commune est de type climat des marges montargnardes, selon une étude du Centre national de la recherche scientifique s'appuyant sur une série de données couvrant la période 1971-2000. En 2020, Météo-France publie une typologie des climats de la France métropolitaine dans laquelle la commune est exposée à un climat semi-continental et est dans la région climatique  Vosges, caractérisée par une pluviométrie très élevée (1 500 à 2 000 mm/an) en toutes saisons et un hiver rude (moins de 1 °C). 
Pour la période 1971-2000, la température annuelle moyenne est de 10,3 °C, avec une amplitude thermique annuelle de 17,7 °C. Le cumul annuel moyen de précipitations est de 768 mm, avec 10,4 jours de précipitations en janvier et 10,2 jours en juillet. Pour la période 1991-2020, la température moyenne annuelle observée sur la station météorologique de Météo-France la plus proche, « Waltenheim-sur-zorn », sur la commune de Waltenheim-sur-Zorn à 11 km à vol d'oiseau, est de 11,3 °C et le cumul annuel moyen de précipitations est de 652,2 mm. 
La température maximale relevée sur cette station est de 38 °C, atteinte le 7 août 2015 ; la température minimale est de −14,9 °C, atteinte le 20 décembre 2009,,. 
Les paramètres climatiques de la commune ont été estimés pour le milieu du siècle (2041-2070) selon différents scénarios d'émission de gaz à effet de serre à partir des nouvelles projections climatiques de référence DRIAS-2020. Ils sont consultables sur un site dédié publié par Météo-France en novembre 2022.

## Urbanisme

### Typologie
Au 1er janvier 2024, Littenheim est catégorisée commune rurale à habitat dispersé, selon la nouvelle grille communale de densité à sept niveaux définie par l'Insee en 2022.
Elle est située hors unité urbaine. Par ailleurs la commune fait partie de l'aire d'attraction de Strasbourg (partie française), dont elle est une commune de la couronne,. Cette aire, qui regroupe 268 communes, est catégorisée dans les aires de 700 000 habitants ou plus (hors Paris),.

### Occupation des sols
L'occupation des sols de la commune, telle qu'elle ressort de la base de données européenne d’occupation biophysique des sols Corine Land Cover (CLC), est marquée par l'importance des territoires agricoles (92,2 % en 2018), en diminution par rapport à 1990 (93,7 %). La répartition détaillée en 2018 est la suivante : terres arables (86,3 %), zones urbanisées (7,5 %), cultures permanentes (5,9 %), forêts (0,3 %). L'évolution de l’occupation des sols de la commune et de ses infrastructures peut être observée sur les différentes représentations cartographiques du territoire : la carte de Cassini (XVIIIe siècle), la carte d'état-major (1820-1866) et les cartes ou photos aériennes de l'IGN pour la période actuelle (1950 à aujourd'hui).

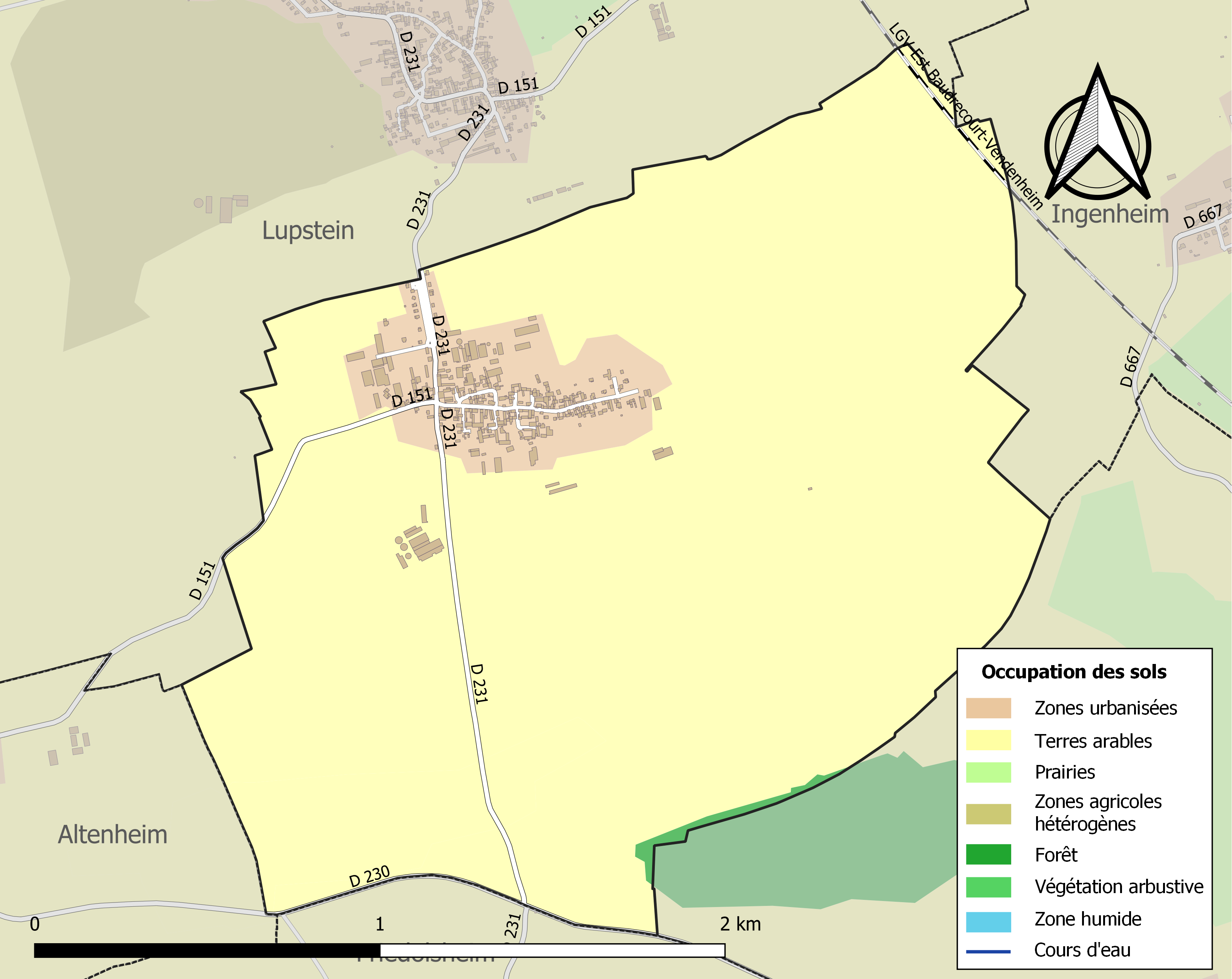
Carte des infrastructures et de l'occupation des sols de la commune en 2018 (CLC).

## Toponymie
Le nom de la localité est attesté sous les formes Luotenheim au Xe siècle, Luttenheim en 1178, Leutenheim en 1474.
Littne en alémanique.

## Histoire
L'origine du village de Littenheim remonterait au VIe ou VIIe siècle, mais il n'est cité qu'à partir du Xe siècle (dans l'inventaire des domaines de l'abbaye de Marmoutier) sous le nom de Luotenheim.
Au XIIe siècle, il fait partie des vingt-huit villages du landgraviat de Basse-Alsace (Grafschaftsdörfer), dont la suzeraineté est partagée entre l'Empereur et l'évêque de Strasbourg. Ce dernier est seul seigneur de Littenheim de 1474 à la Révolution. Les décimateurs sont, pour un quart, l'abbaye de Neuwiller qui détient également le droit de patronage, et pour trois quarts l'abbaye de Seltz, puis les comtes palatins, les comtes de Hanau et enfin les Wangen (en 1666).
La commune pratique dès le XVIe siècle une culture exceptionnellement intensive des céréales, et les paysans plantent du tabac dès 1600. L'étude des budgets et du relevé des dîmes indique que les habitants ont de grosses récoltes de céréales.

## Héraldique
| Blason de Littenheim | Blason  | De gueules aux trois léopards d'or, passant l'un sur l'autre. |
| Blason de Littenheim | Détails |                                                               |

## Politique et administration
| Période                                  | Période  | Identité            | Étiquette | Qualité |
| ---------------------------------------- | -------- | ------------------- | --------- | ------- |
| mars 2001                                | mai 2020 | Bernard Lutz        |           |         |
| mai 2020                                 | En cours | Bernard Sonnenmoser |           |         |
| Les données manquantes sont à compléter. |          |                     |           |         |

## Démographie
L'évolution du nombre d'habitants est connue à travers les recensements de la population effectués dans la commune depuis 1793. Pour les communes de moins de 10 000 habitants, une enquête de recensement portant sur toute la population est réalisée tous les cinq ans, les populations de référence des années intermédiaires étant quant à elles estimées par interpolation ou extrapolation. Pour la commune, le premier recensement exhaustif entrant dans le cadre du nouveau dispositif a été réalisé en 2005.

En 2022, la commune comptait 298 habitants, en évolution de +4,93 % par rapport à 2016 (Bas-Rhin : +3,17 %, France hors Mayotte : +2,11 %).
| 1793 | 1800 | 1806 | 1821 | 1831 | 1836 | 1841 | 1846 | 1851 |
| ---- | ---- | ---- | ---- | ---- | ---- | ---- | ---- | ---- |
| 304  | 297  | 369  | 437  | 364  | 380  | 390  | 396  | 362  |

| 1856 | 1861 | 1866 | 1871 | 1875 | 1880 | 1885 | 1890 | 1895 |
| ---- | ---- | ---- | ---- | ---- | ---- | ---- | ---- | ---- |
| 348  | 345  | 353  | 343  | 336  | 351  | 349  | 346  | 346  |

| 1900 | 1905 | 1910 | 1921 | 1926 | 1931 | 1936 | 1946 | 1954 |
| ---- | ---- | ---- | ---- | ---- | ---- | ---- | ---- | ---- |
| 358  | 349  | 346  | 315  | 311  | 318  | 316  | 294  | 296  |

| 1962 | 1968 | 1975 | 1982 | 1990 | 1999 | 2005 | 2006 | 2010 |
| ---- | ---- | ---- | ---- | ---- | ---- | ---- | ---- | ---- |
| 274  | 253  | 253  | 266  | 247  | 220  | 252  | 269  | 284  |

| 2015 | 2020 | 2022 | - | - | - | - | - | - |
| ---- | ---- | ---- | - | - | - | - | - | - |
| 288  | 303  | 298  | - | - | - | - | - | - |

## Lieux et monuments

### Église Saint-Pierre

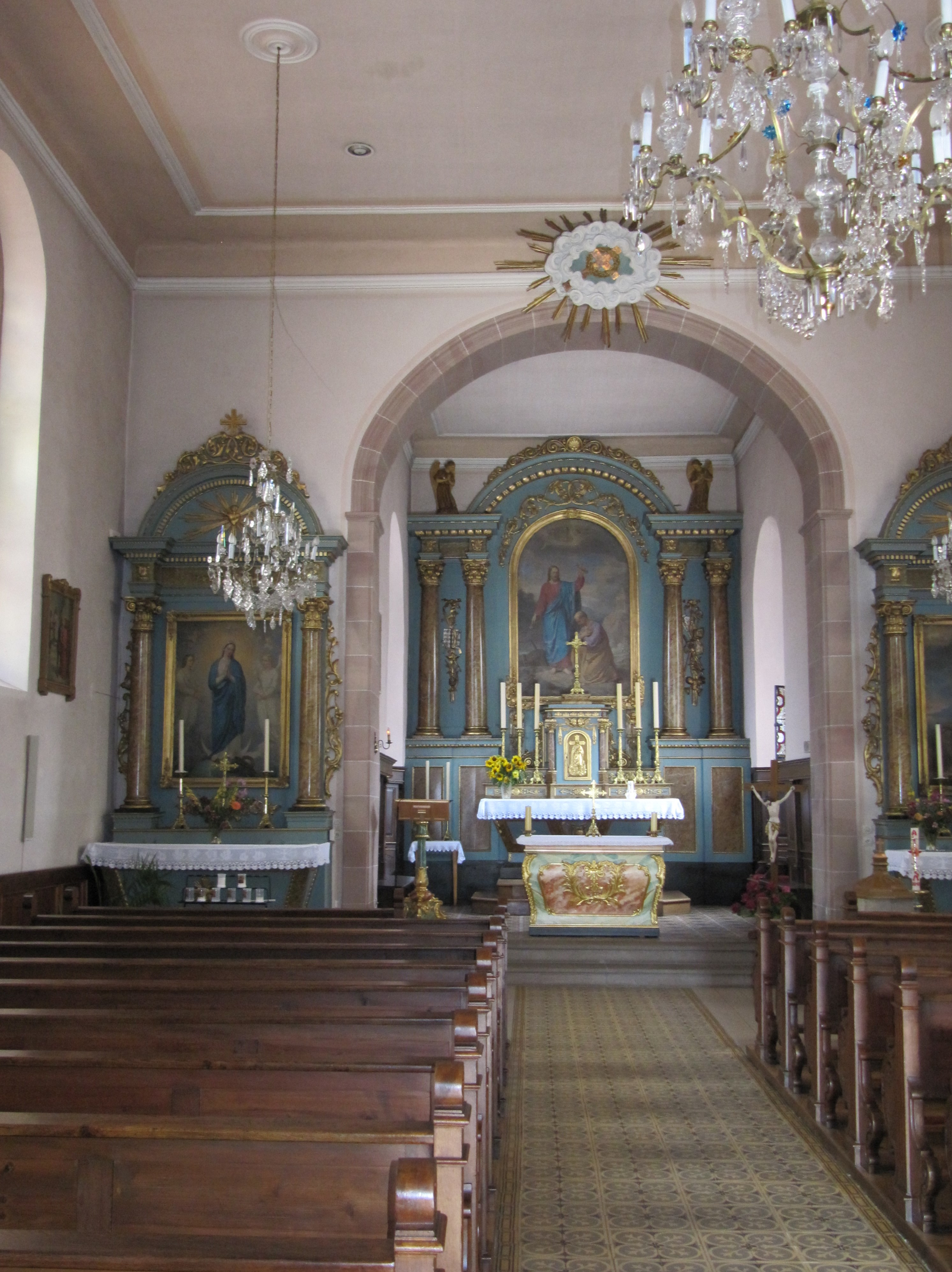
Littenheim, église Saint-Pierre (intérieur).

#### Historique
La première mention relative à un édifice religieux remonte au 6 novembre 1178 et se trouve sur un document signé du pape Alexandre III confirmant à l'abbaye de Neuwiller le droit de patronage de l'église paroissiale de Luttenheim.
De l'édifice du Moyen Âge subsiste la tour qui pourrait remonter au XIIIe siècle. La nef, détruite au XVIIIe siècle, avait été endommagée en 1676, par les troupes du baron Montclar. D'après un plan et deux élévations conservées aux archives départementales du Bas-Rhin, cette nef avait la même largeur et la même hauteur que le rez-de-chaussée de la tour. Celui-ci était voûté d'ogives.
La nef actuelle est construite en 1776 par Le Roy, inspecteur des Ponts et Chaussées de Basse-Alsace, après plusieurs projets de Pétin (1770), prédécesseur de Le Roy, du maître charpentier Jean Roll (1776) et de Le Roy (1772 et 1774). Le projet d'exécution de 1774 diffère cependant, par la façade occidentale, de la construction définitive. La voûte de la tour est remplacée par un plafond surélevé et les baies en arc brisé sont remplacées par des baies en plein-cintre.

#### Mobilier de l'église
Maître-autel et retable
Le maître-autel en bois peint façon marbre, avec des sculptures en bas reliefs et des dorures, date de 1847. Il comporte divers décors : arma Christi et voile de sainte Véronique (tombeau), Christ debout tenant le calice et l'hostie (porte du tabernacle), trophées d'objets liturgiques et ecclésiastiques (parcloses), rinceaux et volutes. Deux statues d'anges complètent l'ensemble. Le grand tableau représente Jésus remettant les clés du Royaume à saint Pierre agenouillé. Cette huile sur toile mesure 2,10 m de haut sur 1,50 m de large.
Autels latéraux
Deux autels en pendant, côtés sud et nord de la nef. Ils sont, eux aussi, peints façon marbre, avec des sculptures en bas reliefs et des dorures (1847). Chaque autel comporte un tableau (huile sur toile 1,65 × 1,15 m) : Vierge Marie debout sur le globe, croissant et serpent, encadrée par deux anges (côté nord) ; saint Jean (patron secondaire de la paroisse) debout tient un parchemin, calice sur un rocher et l'aigle (côté sud).